# Jesper Frödén
Jesper Frödén, född 21 september 1994 i Stockholm, är en svensk professionell ishockeyspelare. 
Frödén har även spelat i Huddinge IK:s juniorlag. Hans moderklubb är FoC Farsta.
Han gjorde VM-landslagsdebut 2021 i Lettland.
Sedan säsongen 2023/24 spelar Frödén i ZSC Lions i NL i Schweiz. 2025 var han uttagen i Tre Kronors trupp till hockey-VM.

## Klubbar
- Huddinge IK J20, SuperElit (2010/2011 - 2011/2012)
- Södertälje SK J20, SuperElit (2012/2013 - 2013/2014)
- Södertälje SK, Hockeyallsvenskan (2012/2013 - 2014/2015)
- AIK, Hockeyallsvenskan (2015/2016 - 2018/2019)
- Skellefteå AIK, SHL (2019/2020 - 2020/2021)
- Boston Bruins, NHL (2021/2022)
- Seattle Kraken, NHL (2022/2023)